# Eficiència exèrgica
En enginyeria tèrmica, l'eficiència exèrgica (també coneguda com a eficiència de la segona llei o eficiència racional) calcula l'eficàcia d'un sistema en relació al seu rendiment en condicions reversibles. Es defineix com la relació de l'eficiència tèrmica d'un sistema real en comparació amb una versió idealitzada o reversible del sistema per a motors tèrmics. També es pot descriure com la relació entre la producció de treball útil del sistema i la producció de treball reversible per als sistemes que consumeixen feina. Per a frigorífics i bombes de calor, és la relació entre el coeficient de rendiment real (COP) i el COP reversible.

## Motivació
El motiu pel qual es necessita l'eficiència de la segona llei és perquè les eficiències de la primera llei no tenen en compte una versió idealitzada del sistema per a la comparació. Utilitzar només les eficiències de la primera llei pot fer creure que un sistema és més eficient del que és en realitat. Per tant, les eficiències de la segona llei són necessàries per obtenir una imatge més realista de l'eficàcia d'un sistema. A partir de la segona llei de la termodinàmica es pot demostrar que cap sistema pot ser mai eficient al 100%.

## Definició
El balanç d'exergia B d'un procés dóna:

| {\displaystyle B_{\text{in}}=B_{\text{out}}+B_{\text{lost}}+B_{\text{destroyed}}} | \| \| \| \| \| \| \| \| | (1) |
|                                                                                   |                         |     |
|                                                                                   |                         |     |
amb eficiència exergètica definida com:
{\displaystyle \eta _{B}={\frac {B_{\text{out}}}{B_{\text{in}}}}=1-{\frac {\left(B_{\text{lost}}+B_{\text{destroyed}}\right)}{B_{\text{in}}}}}    (2)
Per a molts sistemes d'enginyeria, això es pot reformular com:
{\displaystyle \eta _{B}={\frac {{\dot {W}}_{\text{net}}}{{\dot {m}}_{\text{fuel}}\Delta G_{T}^{0}}}}    (3)
On {\displaystyle \Delta G_{T}^{0}} és l'energia de reacció estàndard de Gibbs (lliure) a temperatura {\displaystyle T} i pressió {\displaystyle p_{0}=1\,\mathrm {bar} } (també conegut com a canvi de funció de Gibbs estàndard), {\displaystyle {\dot {W}}_{\text{net}}} és la producció neta de treball i {\displaystyle {\dot {m}}_{\text{fuel}}} és el cabal massiu del combustible.
De la mateixa manera, l'eficiència energètica es pot definir com:
{\displaystyle \eta _{E}={\frac {{\dot {W}}_{\text{net}}}{{\dot {m}}_{\text{fuel}}\Delta H_{T}^{0}}}}    (4)
On {\displaystyle \Delta H_{T}^{0}} és l'entalpia estàndard de reacció a temperatura {\displaystyle T} i pressió {\displaystyle p_{0}=1\,\mathrm {bar} }.

## Aplicació
La destrucció de l'exergia està estretament relacionada amb la creació d'entropia i, com a tal, qualsevol sistema que contingui processos altament irreversibles tindrà una baixa eficiència energètica. A tall d'exemple, el procés de combustió a l'interior d'una turbina de gas d'una central elèctrica és altament irreversible i aquí es destruirà aproximadament un 25% de l'entrada d'exergia.
Per als combustibles fòssils, l'entalpia lliure de reacció sol ser només lleugerament inferior a l'entalpia de reacció, de manera que a partir de les equacions (3) i (4) podem veure que l'eficiència energètica serà corresponentment més gran que l'eficiència de la llei de l'energia. Per exemple, una central elèctrica de cicle combinat típica que crema metà pot tenir una eficiència energètica del 55%, mentre que la seva eficiència exergètica serà del 57%. Una central elèctrica de metà amb eficiència energètica al 100% correspondria a una eficiència energètica del 98%.
Això vol dir que per a molts dels combustibles que utilitzem, l'eficiència màxima que es pot assolir és > 90%, tanmateix estem restringits a l'eficiència de Carnot en moltes situacions, ja que s'utilitza un motor tèrmic.

## Pel que fa al motor tèrmic Carnot
Per a qualsevol motor tèrmic, l'eficiència de l'exergia compara un cicle donat amb un motor tèrmic de Carnot amb la temperatura del costat fred en equilibri amb l'entorn. Tingueu en compte que un motor Carnot és el motor tèrmic més eficient possible, però no el dispositiu més eficient per crear treball. Les piles de combustible, per exemple, teòricament poden assolir eficiències molt més altes que un motor Carnot; la seva font d'energia no és l'energia tèrmica i, per tant, la seva eficiència exergètica no els compara amb un motor Carnot.

## Segona llei d'eficiència sota la màxima potència
Ni la primera ni la segona llei de la termodinàmica inclouen una mesura de la velocitat de transformació de l'energia. Quan una mesura de la velocitat màxima de transformació d'energia s'inclou a la mesura de l'eficiència de la segona llei es coneix com a eficiència de la segona llei sota la màxima potència, i està directament relacionada amb el principi de potència màxima (Gilliland 1978, p.101).